# Absehen

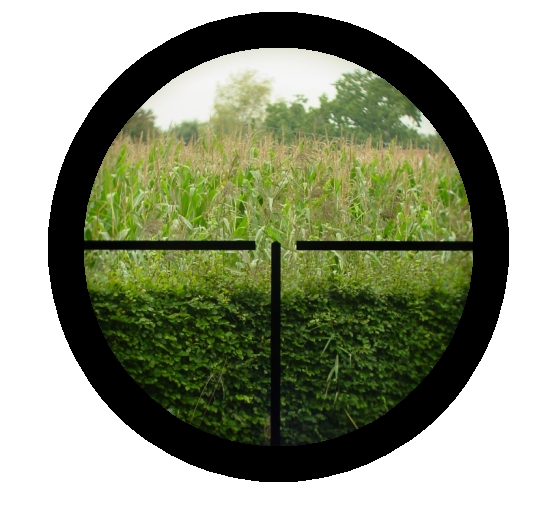
Normalabsehen No. 1

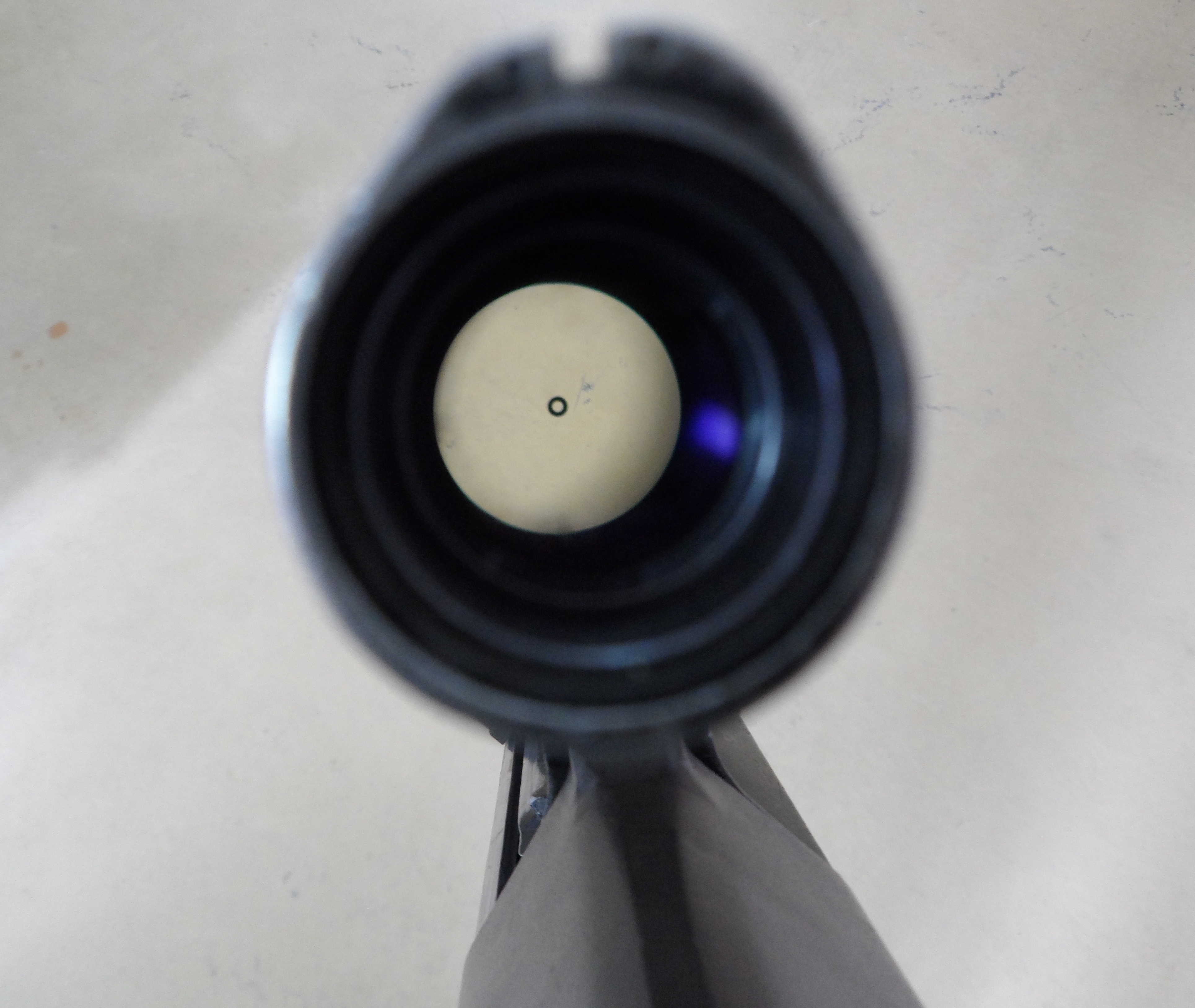
Kreisabsehen beim Steyr AUG, ausgelegt für eine Einsatzreichweite von 300 Metern. Auf diese Entfernung kann ein 180 cm großes Ziel genau innerhalb des Absehens zentriert werden.

Als Absehen wird waffentechnisch die Markierung im Fernrohrbild bezeichnet, welche das Zielen mit dem Zielfernrohr einer Feuerwaffe ermöglicht. Alltagssprachlich wird es als Fadenkreuz bezeichnet. Das Absehen kann verschiedene Ausbildungen haben, von einem einfachen Fadenkreuz bis zur komplizierten Maßteilung, mit der man sogar Entfernungen schätzen kann.
In einem Fernrohr sind zwei Linsensysteme hintereinander montiert; das Objektiv und das Okular, wobei Letzteres, wie der Name schon sagt (oculus = lat. Auge), näher am Auge des Betrachters liegt, während das Objektiv dem betrachteten Objekt zugewandt ist. Das Absehen kann in der Objektiv- oder der Okularebene angebracht sein. Befindet es sich in der Objektivebene (auch erste Bildebene genannt, engl. First Focal Plane (FFP)) von Zielfernrohren mit variabler Vergrößerung, so wachsen bei einer Vergrößerung des Zieles im gleichen Verhältnis auch die Balken und Fäden des Absehens. Dadurch können Teile des Zielobjekts durch das Absehen verdeckt werden; andererseits erleichtert diese Anordnung das Bestimmen der Entfernung zum Ziel, da sich die Proportionen auf der Messskala im Verhältnis zum Ziel hierbei nicht verändern. Befindet sich das Absehen in der Okularebene (zweite Bildebene, engl. Second Focal Plane (SFP)), so verändert sich mit zunehmender Vergrößerung nur die Größe des Zielobjekts, nicht aber die des Absehens. Die Proportionen der Messskala im Vergleich zur Größe des Ziels stimmen in solchen Fällen daher nur für eine bestimmte Vergrößerungsstufe, was das Bestimmen der Entfernung zum Ziel
erschwert.

## Varianten
- Jagdlich genutzte Zielfernrohre haben üblicherweise das Absehen No. 1 (s. Abbildung) oder Absehen No. 4.
- Moderne sportlich- oder polizeilich- bzw. militärisch genutzte Zielfernrohre besitzen heute meist das Duplexabsehen.
- Bei militärischen Scharfschützen ist auch das Mildotabsehen üblich. Bei diesem sind auf der senkrechten und waagerechten Linie des Fadenkreuzes noch kleine Punkte, mit Durchmesser 0,2 mil im Abstand von 1 mil angebracht (1 mil ist ca. 1/1000 rad oder 3,44 MOA). Die Anzahl der Punkte wird mit MIL bezeichnet. 1 MIL im Zielfernrohr mit konstanter Vergrößerung entspricht bei 100 m Entfernung 10 cm und ein Mildot-Punkt entspricht 2 cm (von engl. dot „Punkt“): Der Mildot dient also als Längenmaß, entweder der Bestimmung der Abmessung eines Objekts über die Entfernung, oder umgekehrt der Entfernungsmessung bei bekannter (oder geschätzter) Abmessung.

Bei Zielfernrohren mit variabler Vergrößerung und dem Absehen in der 2. Bildebene entsprechen die Größen nur bei einer bestimmten Vergrößerung den jeweiligen Angaben. Meist wird bei diesen Zielfernrohren die zehnfache Vergrößerung als die maßhaltige vorgegeben.
Bei Zielfernrohren mit Mildot-Absehen und dem Absehen in der 1. Bildebene wird das Absehen mitvergrößert und die angegebenen Maße können weiter angewendet werden.
Formel: {\displaystyle {\frac {Breite}{Entfernung}}={\frac {MILS}{1000}}={\frac {B}{E}}={\frac {M}{1000}}} mit Breite und Entfernung in Meter
Beispiel:
Für einen Polizeischarfschützen erscheine ein 2 m breites Fahrzeug 4 MIL breit im Zielfernrohr. Wie weit ist es entfernt?
Mit {\displaystyle M=4} und {\displaystyle B=2m} und {\displaystyle E={\frac {B}{M}}\cdot 1000} ist {\displaystyle E=500m}.
Die Längeneinheit ist hierbei auswechselbar, z. B. wäre ein 1 Yard breites Objekt, das mit 5 MIL Breite erscheint, entsprechend 200 Yards entfernt.
Durch die vertikalen und horizontalen Markierungen lässt sich das Vorhalten beim Schießen auf bewegte Ziele und das Einschätzen von Entfernungen noch verbessern.
Das Absehen bzw. Teile davon können für den Einsatz in der Dämmerung oder in hellen Nächten auch beleuchtet werden. Damit ist das Erkennen des Absehens auf dem Ziel wesentlich erleichtert.
Eine Sonderform stellt das Leuchtpunkt-Absehen der Reflexvisiere dar. Hier sieht der Schütze lediglich einen (meist roten) Leuchtpunkt im Zielfernrohr. Dieses Absehen gestattet einen besonders schnellen Zielvorgang und wird von Jägern gerne beim Schuss auf flüchtendes Wild verwendet.

## Absehen für jagdliche Zwecke
Zielfernrohre für jagdliche Zwecke besitzen beleuchtete oder unbeleuchtete Absehen. Die häufigsten Absehen sind hierbei das Absehen 1 und das Absehen 4.
Die Horizontalbalken sind so dimensioniert, dass bei einer Zielentfernung von 100 Metern der Mittelabstand (untenstehend mit a bemaßt) ungefähr der Länge eines Rehbocks (ca. 70 cm) entspricht. Bei den A-Absehen (Absehen 4A oder Absehen 8A) ist der Abstand dagegen größer, in der Regel doppelt so breit, so dass ein Rehbock auf 100 m nur die Hälfte des Freiraums ausfüllt.
Folgende Absehen sind im jagdlichen Bereich gängig:

Absehen 1 oder auch Normal-Absehen, geeignet für die Dämmerung.
Diavari Normal-Absehen, geeignet für die Dämmerung.
Absehen 4
Absehen 4A. Balken und Fäden wie Absehen 4, aber größerer, oft doppelter Balkenabstand.
Absehen 6 oder auch Cross Hair, geeignet bei guten Lichtverhältnissen.
Absehen 8
Absehen 8A. Balken und Fäden wie Absehen 8, aber größerer, oft doppelter Balkenabstand.

## Absehen für sportliche und militärische Zwecke

Gebräuchliche Absehen

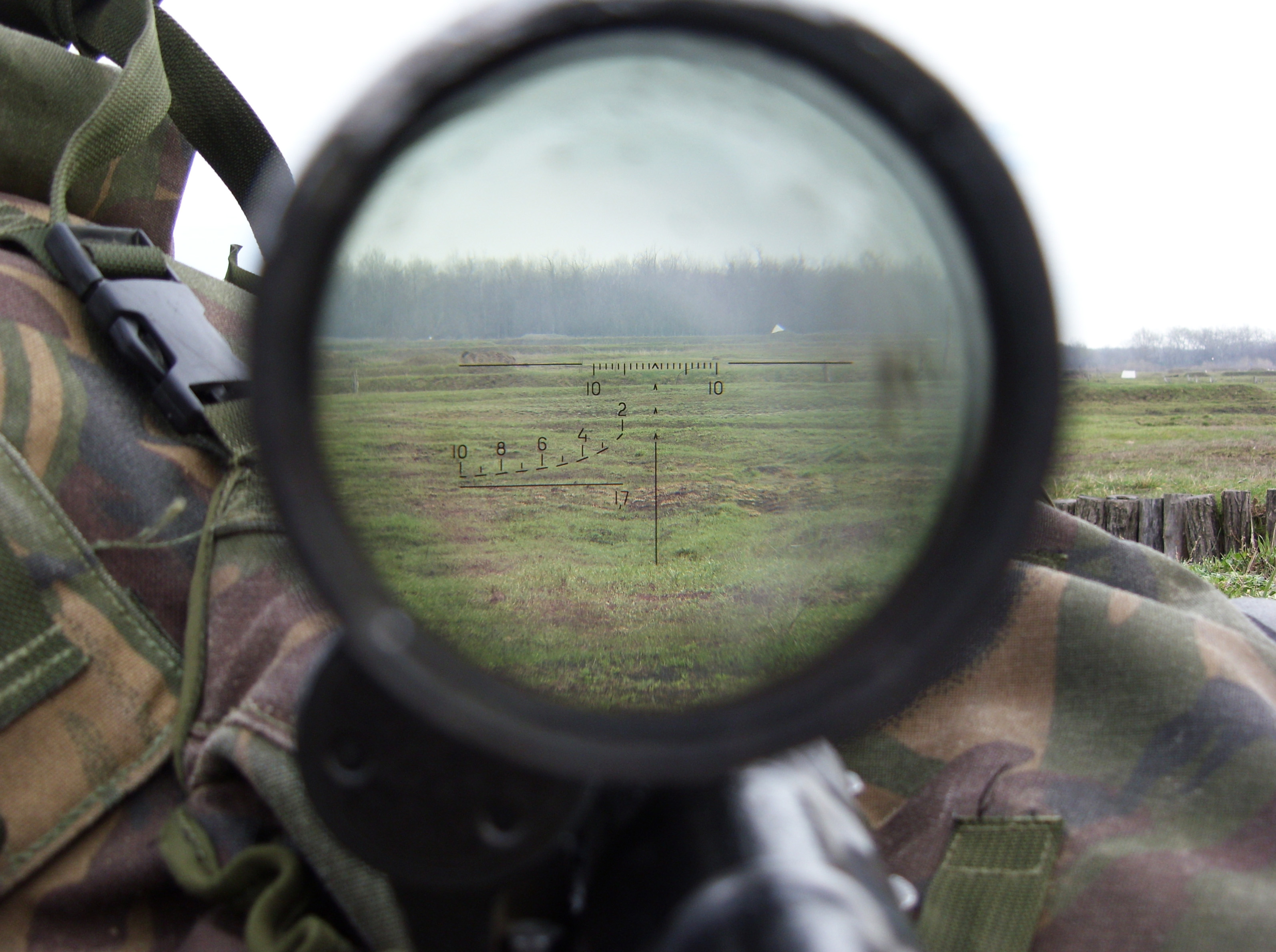
PSO-1 oder SVD-type - Absehen: Mit der Skala links unten kann die Entfernung eines 1,70 Meter hohen Objektes gemessen werden. Passt dieses ganz rechts zwischen die beiden Linien (zwischen die obere gekrümmte Linie und die untere gerade Linie), so ist es 200 Meter entfernt, passt es links dazwischen, sind es 1000 Meter.

Wie in allen technischen Bereichen gab es auch bei den Absehen eine historische Entwicklung. So wurde bei den deutschen Armeen bis Ende des Zweiten Weltkrieges meist das Absehen 1 (German reticle) verwendet. Die Bundeswehr setzte beim G3A3 mit dem Zielfernrohr Hensoldt Fero Z-24, 4×30 das Absehen 1 sogar noch bis Anfang der 1990er-Jahre ein. Das Tätigkeitsabzeichen Scharfschütze/Zielfernrohrschütze der Bundeswehr hat als Wappen ebenfalls ein Absehen 1. Im Korea- und Vietnamkrieg wurde meistens mit dem Sportabsehen Crosshair oder mit dem Jagdabsehen Duplex Crosshair gearbeitet. Seit den 1970er-Jahren findet in der Regel das Mil-dot oder eine abgewandelte Form des Mil-dot Verwendung.
Die verschiedenen Absehen mit den verschiedenen Einsatzzwecken:
- Crosshair: Wird meist von Sportschützen verwendet, da diese in Wettkämpfen auf vorher festgelegten Distanzen schießen. Das feine Absehen findet aber auch Verwendung in der Varmintjagd (z. B. Jagd auf Kojoten). Da sich im jagdlichen Bereich die Entfernungen immer ändern, wird das Crosshair im jagdlichen Bereich meist mit einem ballistischen Höhenturm (zur Änderung der Entfernung) verwendet.
- Duplex Crosshair: Klassisches Jägerabsehen für Entfernung bis 200 m. Wird darüber hinaus geschossen, dann meist in Verbindung mit einem ballistischen Höhenturm. In Deutschland dem Absehen 4 sehr ähnlich.
- German reticle: Im Deutschen auch Absehen 1 genannt. Das Absehen 1 wurde größtenteils in den deutschen Armeen in beiden Weltkriegen verwendet und im jagdlichen Bereich noch bis in die 1970er-Jahre. Es hat den Vorteil, dass das Ziel auf der Spitze aufgesetzt werden kann und somit nicht den Zielbereich verdeckt. Dies ist nützlich, wenn das Ziel sehr weit entfernt und zusätzlich noch sehr klein ist.
- Target dot: Wird in niedrigen Vergrößerungen oftmals auf Bewegungsjagden (z. B. Drückjagd) verwendet. Meist ist der Punkt im Zentrum zusätzlich noch rot beleuchtet.
- Mil-dot: Klassisches Absehen für Scharfschützen oder für Jäger, die jenseits der 250 m jagen. Die Punkte sind meist ein Milrad (10 cm auf 100 m) auseinander. Im angloamerikanischen Sprachraum wird vereinzelt mit Winkelminuten (Minute of Angle, MOA) gearbeitet. Damit kann der Schütze/Jäger den Abfall der Kugel kompensieren und die Entfernung zum Ziel schätzen. In der Bildebene 1 funktioniert das in jeder Vergrößerung, in der Bildebene 2 nur in einer bestimmten Vergrößerung. Siehe: Absehen Die horizontalen Punkte werden als Vorhaltemarkierung genutzt, z. B. bei bewegten Zielen oder Seitenwind.
- Circle: Wird in niedrigen Vergrößerungen oftmals von Behörden (Polizei oder Bundeswehr) verwendet z. B. im Häuserkampf. Das Ziel kann durch den großen roten Kreis schnell erfasst werden. Meist ist der Kreis zusätzlich noch rot beleuchtet. Das Zielkreuz wird in der Regel auf 100 m eingeschossen und mit dieser Einstellung können Ziele im Nahkampf dann schnell mit dem roten Kreis erfasst und bekämpft werden.
- Old rangefinding: Extrem seltener Einsatz. Das zweite Kreuz kann für eine zweite Entfernung (Nahbereich) eingesetzt werden.
- Modern Rangefinding: Ist eine Mischung von Duplex Crosshair (klassisches Jagdabsehen) und Mil-dot. Wird meist von Jägern eingesetzt, die großes Wild bis 400 m jagen.
- SVD-type (PSO-1): Umgangssprachlich auch Dragunov Absehen genannt, mit verschiedenen Haltepunkten (bzw. Winkel) für verschiedene Entfernungen. Links unten ist eine Entfernungsskala umgangssprachlich auch „Entfernungstreppe“ genannt. Auch wenn das SVD-type Absehen nach aktuellem Standard als veraltet gilt, so erfreut es sich auch heute noch großer Beliebtheit. Dies liegt hauptsächlich an den hohen Produktionszahlen der Dragunow und seiner „Verwandten“ (wie z. B. dem PSL-Gewehr) und an der „Entfernungstreppe“, die vor allem von Soldaten, denen kein hochpreisiger Entfernungsmesser zur Verfügung steht, geschätzt wird. Des Weiteren fällt mit der „Entfernungstreppe“ die Umrechnung der Größe mit den Milrad-Punkten weg und der Schütze kann somit schneller die Entfernung zum Ziel schätzen und agieren.[1][2][3][4]

## Qualitätskriterien
Das Problem eines guten und universellen Absehens ist so zu umreißen:
- Gute Erkennbarkeit bei allen denkbaren Lichtverhältnissen
- Das Ziel soll möglichst „punktgenau“ erfasst werden können
- Das Absehen soll so wenig wie möglich vom Ziel verdecken
- Das Ziel soll möglichst schnell erfasst werden können
- Das Auge soll so wenig wie möglich von den Elementen des Absehens abgelenkt werden
- Das Absehen soll das Schätzen von Entfernungen ermöglichen
- Das Absehen soll Kontrolle über die Verkantung der Waffe ermöglichen

Alle diese Punkte befriedigend zu optimieren, ist nicht möglich, da sie sich teilweise gegenseitig ausschließen. Die Entscheidung für ein bestimmtes Absehen ist vom Verwendungszweck der Waffe und von persönlichen Vorlieben und Gewohnheiten des Schützen abhängig.